# 指环王Online：莫里亚矿坑
指环王Online：莫里亚矿坑（英文：The Lord of the Rings Online: Mines of Moria）是大型多人在线角色扮演游戏指环王Online：安格玛之影第一个零售资料片，于2008年11月18日发布。2008年3月14日，该游戏于Codemasters Online Connect 2008公布。
游戏故事设定于莫里亚，它位于中土大陆西北巨大而复杂的地下。资料片还增加了罗斯洛立安和伊瑞詹地区。游戏人物的等级也提升至60级。资料片（亦称“第二部 ”）的故事主线由六卷扩展，并新增符文师和守望者两个职业。其他新的特点还包括人工智能环境、动态光影及新的武器增强系统。

## 未来资料片
随着莫里亚矿坑的发布，Turbine公司的杰弗瑞·斯蒂费尔（Jeffrey Steefel）透露计划每年为游戏新增一卷。资料片莫里亚矿坑及其后续升级补丁将会与托尔金的第一部书魔戒现身的结尾有关，并为第二部的双城奇谋定下基调。在那时候，游戏者可以访问洛汗、死亡沼泽及更多地区。Turbine公司计划在后续的资料片里完善中土大陆西北的全部。